# Hexamethylendiamin
Hexamethylendiamin (HMD, HMDA; IUPAC-Name: Hexan-1,6-diamin) ist eine chemische Verbindung aus der Gruppe der aliphatischen Amine und ein wichtiges Vorprodukt zur Herstellung von Polyamiden.

## Herstellung
Hexamethylendiamin wird großtechnisch durch Hydrierung von Adipodinitril nach zwei unterschiedlichen Verfahren hergestellt. Im ersten Verfahren, das von der Firma DuPont entwickelt wurde, erfolgt die Hydrierung in Gegenwart von Ammoniak bei einem hohen Druck um 250 bar. Der Katalysator ist ein Festbett aus Eisen. Im zweiten Verfahren, welches von der Firma Rhodiatoce (ein gemeinsames Unternehmen von Rhône-Poulenc und Montecatini) entwickelt wurde, wird bei einem mittleren Druck um 40 bar hydriert. Die Hydrierung erfolgt ohne Lösungsmittel mit geringen Zusatzmengen an Alkalihydroxiden (z. B. Natriumhydroxid) an Raney-Nickel-Katalysatoren in Suspension.
2021 wurden weltweit 2 Millionen Tonnen HMD mit einem Wert von 6,4 Milliarden US-Dollar produziert.
Im Labor bietet sich eine Herstellung aus Furfural an, bei der Furfural über einem ZnO-Cr2O3-Kontakt decarbonyliert wird. Mit dem erhaltenen Furan kann nun mit HCl eine Etherspaltung (begünstigt durch den Dien-Charakter) durchgeführt werden. Nach einer Umsetzung mit Natriumcyanid und vollständiger Hydrierung erhält man ebenfalls Hexamethylendiamin.

## Verwendung
Hexamethylendiamin ist ein Zwischenprodukt für Polyamide wie Nylon. Dieser Kunststoff (Polymer) entsteht als Kondensationsprodukt aus Adipinsäure und Hexamethylendiamin unter Wasserabspaltung, die monomere Zwischenstufe wird nach den Anfangsbuchstaben der Komponenten auch AH-Salz genannt. Durch die Umsetzung von Hexamethylendiamin mit Phosgen wird Hexamethylendiisocyanat erhalten, welches als Komponente zur Herstellung von Polyurethanen verwendet wird.
Hexamethylendiamin ist gemäß der TRGS 610 mit seinem Schmelzpunkt > 20 °C und seinem Siedepunkt > 200 °C kein Lösemittel und verursacht gemäß der TRGS 600 bei Raumtemperatur mit seinem Dampfdruck < 2 hPa nur vernachlässigbare Freisetzungsgefahren. Deshalb kommt Hexamethylendiamin als Ersatzstoff für gefährlichere analoge Amine in Frage.
Durch systemische Untersuchungen an der Reaktion von Lactose/Lactulose mit Aminen wurde im Januar 2019 entdeckt, dass Hexamethylendiamin in stark alkalischer Lösung (pH 13) einen ähnlichen roten Farbstoff erzeugt wie die Wöhlk-Reaktion und Fearon’s Test. Die Reaktion mit 0,025 molarer Hexamethylendiaminlösung bei 60 °C schneidet bei der Gefährdungsbeurteilung wesentlich besser ab als die vergleichbaren Verfahren mit Ammoniak und Methylamin. Dieses Verfahren kann als semiquantitative Nachweisreaktion für 1,4-verknüpfte Disaccharide (Lactose, Maltose, Cellobiose, Lactulose, Maltulose) verwendet werden und reduzierende Monosaccharide (gelb) bzw. nicht-reduzierende Zucker (z. B. Saccharose) ausgrenzen. Der kirschrote Farbstoff zeigt bei UV/VIS-Spektroskopie ein Absorptionsmaximum bei 550 nm.